# Joss Stone
Jocelyn Eve Stoker (sinh ngày 11 tháng 4 năm 1987), được biết đến với nghệ danh Joss Stone, là nữ ca sĩ kiêm sáng tác nhạc và diễn viên người Anh. Stone nổi tiếng vào cuối năm 2003 khi đĩa nhạc đầu tay The Soul Sessions đạt chứng nhận đa Bạch kim và được đệ trình cho giải Mercury. Đĩa nhạc thứ hai, Mind Body & Soul (2004) giúp cô phá vỡ kỷ lục cho nữ nghệ sĩ trẻ tuổi nhất dẫn đầu UK Albums Chart và đưa đĩa đơn thành công nhất của cô tại UK Singles Chart, "You Had Me" vào top 10. Cả album lẫn đĩa đơn trên đều được đề cử tại giải Grammy lần thứ 47, trong khi chính Stone giành đề cử cho hạng mục "Nghệ sĩ mới xuất sắc nhất". Album thứ ba của Stone, Introducing Joss Stone (2007) đạt chứng nhận đĩa vàng của Hiệp hội Công nghiệp ghi âm Hoa Kỳ, phá vỡ kỷ lục xếp hạng tuần đầu tiên của một nữ nghệ sĩ Anh Quốc và là album xếp hạng cao nhất của cô tại Hoa Kỳ.
Hai sản phẩm tiếp theo của Stone, Colour Me Free! (2009) và LP1 (2011) đều lọt vào top 10 Billboard 200. Với 14 triệu đĩa bán được trên khắp thế giới, Stone trở thành nghệ sĩ nhạc soul có đĩa bán chạy nhất trong thập niên 2000 và là nghệ sĩ Anh thành công nhất trong thời của mình. 3 đĩa đầu tiên của cô đã bán được 2.722.000 bản tại Hoa Kỳ, trong khi 2 đĩa đầu tiên trên 2 triệu bản tại Anh. Stone giành được 2 giải BRIT và 1 giải Grammy. The Soul Sessions Vol. 2 (2012), một đĩa tiếp nối đĩa nhạc đầu tiên của cô cũng đạt được top 10 trên Billboard 200. Stone là người phụ nữ trẻ tuổi nhất xuất hiện trong danh sách người giàu có nhất Anh Quốc của Sunday Times Rich List, với 6 triệu bảng Anh. Vào năm 2012, tổng tài sản của cô ước tính đạt 10 triệu bảng Anh, giúp cô là nhạc sĩ Anh Quốc dưới 30 tuổi giàu có nhất. Vào năm 2022, cô ấy đã tung ra một podcast về hạnh phúc có tên là A Cuppa Happy.